# NGC 251
NGC 251 (również PGC 2806 lub UGC 490) – galaktyka spiralna (Sc), znajdująca się w gwiazdozbiorze Ryb w odległości około 183 milionów lat świetlnych. Odkrył ją William Herschel 15 października 1784 roku.